# Georg Høeberg
Georg Valdemar Høeberg (27. december 1872 i København – 3. august 1950 i Vedbæk) var en dansk violinist, dirigent og komponist. Han var bror til operasangeren Albert Høeberg og cellisten Ernst Høeberg og dattersøn af H.C. Lumbye.
Allerede i 1888 blev han elev på Musikkonservatoriet med bl.a. Jørgen Ditleff Bondesen, Niels W. Gade og Valdemar Tofte som lærere. Han havde violin som hovedinstrument og studerede derudover klaver, og komposition.
Efter yderligere violinstudier i Berlin fik han plads som violinist i Det Kongelige Kapel fra 1897 – 1901. Samtidig begyndte han at komponere og i 1899 fik han Det anckerske Legat. Fra 1900 var han ydermere violinlærer på Konservatoriet frem til 1914 da han blev kapelmester for Det Kongelige kapel som afløser for Frederik Rung. Den post havde han frem til 1930. I årene fra 1910 – 1914 havde han været leder af koncerterne i Dansk Koncertforening og havde der bevist sine evner som dirigent.
Hans musikalske produktion var lille og faldt enten før eller efter hans kapelmestertid.

## Musik
- op. 1 Sonate i G-dur (violin og klaver)
- op. 2 Sonate i a-mol (cello og klaver)
- op. 3 Romance (violin og orkester/klaver)
- op. 4 Cinq morceaux (klaver)
- op. 5 Melodie og Etude-Caprice (violin og klaver)
- op. 7 Stemninger (9 Klaverstykker 1910)
- op. 8 Et bryllup i Katakomberne (opera 1909)
- op. 10 Antonies Fristelser (ballet)
- op. 11 To sange (Blomsterne sove; En lille bivise – kor)
- op. 12 Symfoni i E-dur
- op. 13 To sange for mandskor (Den danske Ager..)
- op. 14 Lyriske Stykker (violin og klaver – mindst 5 – 1911)
- op. 15 Legende for Strygeorkester 1934
- op. 16 Sange (Saa skær du er som Blomstens Dug; Saa mangen Gang jeg anket har; Tidt naar min Sjæl mig synes – 1911)
- op. 17 Paris' Dom (Ballet 1912)
- op. 26 Fantasi, Symfonisk Koncertstykke (kor og orkester 1944)

- Allegretto (obo og orkester/klaver – 1894)
- Romanze (sang 1894)
- Carmela (sang 1894)
- Danmarks Marschen (1911)
- Naar Du, min Gud, engang (orkester 1931)
- Variationer over et tema af Johann Gottlieb Naumann (1931)
- Hvis Danmarks kommende Dage/skal lyse med Morgenskær (sang 1934)
- Variationer over et tema af W. A. Mozart fra Figaros Bryllup (1937)
- Hvis Danmarks kommende dage (SATB 1941)
- Andante for horn og Orgel (1942)

- Nordisk Festpræludium (bl. kor og orkester)
- Til mit Hjærtes Dronning (sang)
- Kærlighedens Komedie (skuespil i 3 akter)